# Mille Miglia 1936
La Mille Miglia 1936 è stata una corsa automobilistica di velocità su strada.
Disputata il 5 aprile 1936 su un percorso stradale da Brescia a Roma e ritorno, per un totale di 1597 chilometri, venne vinta da Antonio Brivio e Carlo Ongaro su Alfa Romeo 8C 2900A della Scuderia Ferrari, che coprirono l'intera distanza in 13 ore 7 minuti e 51 secondi alla velocità media di 121,622 chilometri orari.

## Categorie
Le vetture erano suddivise in classi in base alla cilindrata e all'eventuale utilizzo del compressore. Partirono 69 equipaggi e se ne classificarono 37.
| Sigla | Cilindrata                      |
| ----- | ------------------------------- |
| +2.0c | Oltre 2000 cc con compressore   |
| +2.0  | Oltre 2000 cc senza compressore |
| 2.0c  | Entro 2000 cc con compressore   |
| 2.0   | Entro 2000 cc senza compressore |
| 1.1c  | Entro 1100 cc con compressore   |
| 1.1   | Entro 1100 cc senza compressore |
| SVG   | Vetture Speciali a Gasogeno     |

## Percorso
Il percorso viene ridotto rispetto all'anno precedente con l'eliminazione della deviazione su Venezia/Mestre e il conseguente ripristino dell'originario itinerario diretto (attraverso Noale) tra Padova e Treviso.
Brescia — Cremona — Piacenza — Parma — Reggio Emilia — Modena — Bologna — Passo della Raticosa — Passo della Futa — Firenze — San Casciano in Val di Pesa — Poggibonsi — Siena — San Quirico d'Orcia — Radicofani — Bolsena — Viterbo — Vetralla — Monterosi — Madonna di Bracciano — Roma — Civita Castellana — Narni — Terni — Valico della Somma — Spoleto — Foligno — Perugia — Gubbio — Fossato di Vico — Fabriano — Castelraimondo — Tolentino — Macerata — Villa Potenza — Porto Recanati — Ancona — Senigallia — Fano — Pesaro — Rimini — Cesena — Forlì — Faenza — Imola — Bologna — Ferrara — Rovigo — Monselice — Padova — Noale — Treviso — Cittadella — Vicenza — Lonigo — Verona — Peschiera del Garda — Desenzano del Garda — Brescia.
Così modificato il tracciato raggiunse una distanza complessiva di 1597,000 km; 18,700 in meno rispetto all'anno precedente.

## Gara

### Resoconto

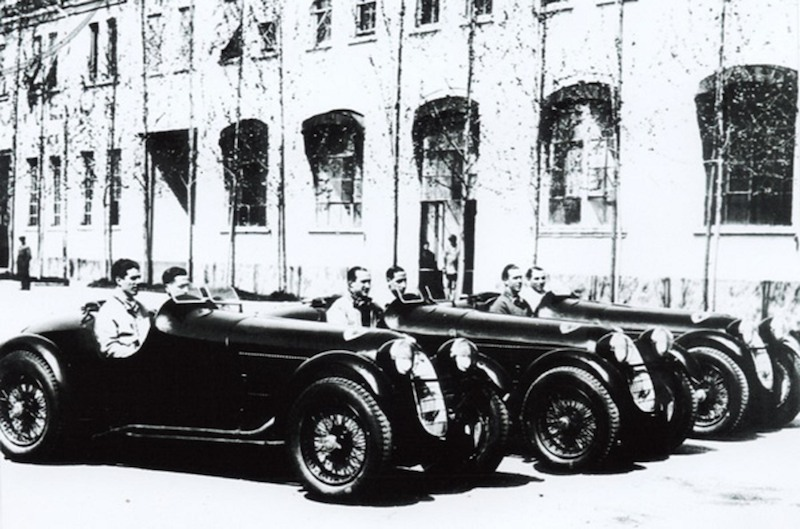
Le tre Alfa Romeo 8C 2900 A spider "botticella" della Scuderia Ferrari prima della Mille Miglia del 1936. Da sinistra a destraː Antonio Brivio - Carlo Ongaro; Nino Farina - Stefano Meazza e Carlo Maria Pintacuda - Aldo Stefani.

L'edizione 1936 viene organizzata mentre è in corso la guerra d'Etiopia e subisce gli effetti delle sanzioni comminate all'Italia della Società delle Nazioni, in particolare una grave carenza di carburante. Per poter organizzare la gara senza turbare l'opinione pubblica viene istituita una nuova categoria speciale dedicata alle vetture alimentate a "carburanti succedanei", ovvero alternative autarchiche alla benzina, e viene dato risalto al fatto che alcune vetture vengono alimentate da una miscela di alcol, metanolo e benzina anche se in realtà è un accorgimento adottato per prevenire fenomeni di autoaccensione.
Il risultato dell'anno precedente, con 9 Alfa Romeo tra i primi 10, spinse l'Alfa Romeo e la Scuderia Ferrari a preparare la gara al meglio e per ripetere la prova di schiacciante superiorità fecero debuttare la nuova 8C 2900 A Spider "botticella" con motore della P3, cambio montato al retrotreno, telaio evoluto e sospensioni a quattro ruote indipendenti. I tre esemplari iscritti dalla Scuderia Ferrari vennero affidati a Antonio Brivio - Carlo Ongaro; Giuseppe "Nino" Farina – Stefano Meazza e Carlo Maria Pintacuda – Aldo Stefani. Tra le 24 Alfa Romeo presenti ci sono anche la Tipo B P3 biposto vittoriosa l'anno per Clemente Biondetti - Cerasa, alcune 8C 2300 Monza e delle 6C 2300B Pescara con carrozzeria Superleggera Touring, tra queste c'è la spider personale del Duce affidata al suo autista, Ercole Boratto, in coppia con Guido Mancinelli.

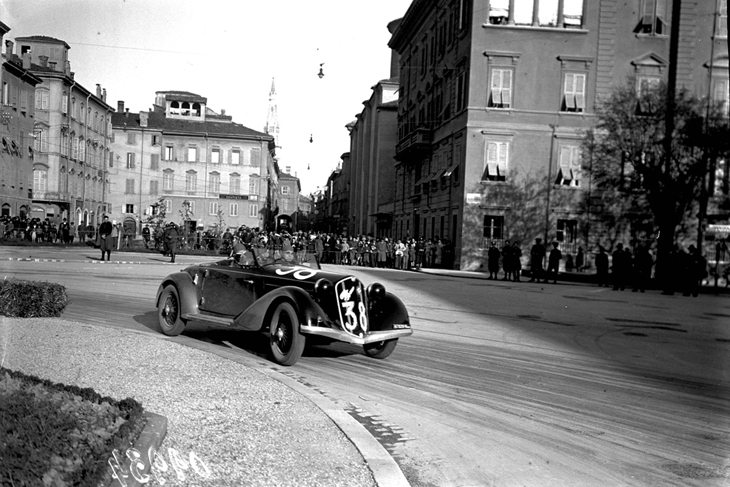
L'Alfa Romeo 6C 2300 B Pescara Spider Touring del Duce con Ercole Boratto e Guido Mancinelli alla Mille Miglia 1936

La Maserati è presente con quattro macchine diverse per altrettanti equipaggi promettentiː le due 4CS 1100 per Bianco - Boccali e Bergamini - Ruggeri, la 26B 2000 Sport Menarini per Rocco - Filippone e la 4CS 1500 per Guerino Bertocchi e Omobono Tenni, l'asso del motociclismo che fa il suo debutto sulle quattro ruote.
La Fiat è la marca col numero di iscritti più alto, 37 modelli, per la maggioranza 508 Balilla e Ballilla Sport con carrozzerie e motori più o meno di serie affidate a piloti privati di diversa levatura tra cui i fratelli Emilio e Luigi Villoresi, Archimede Rosa, Pasquale Ermini, Enrico Nardi e Giuseppe Gilera, fondatori delle rispettive aziende. Partono solo sei concorrenti con vetture alimentate a carburanti succedanei, in particolare la carbonella per i gassogeni applicati ad automobili di marchi diversi. Prese parte alla gara con la propria Alfa Romeo 6C 1750 GS Spider alimentata a carbone anche il professor Mario Ferraguti, inventore del sistema.
La gara comincia con la vecchia P3 biposto di Biondetti prima a Bologna seguita a ruota dalle tre nuove vetture di Pintacuda, Brivio e Farina; a Firenze, dopo una lotta serrata lungo le strade appenniniche, è sempre primo Biondetti seguito da Pintacuda, Brivio e Farina. Al giro di boa di Roma Biondetti arriva per primo seguito da Farina e Brivio nell'arco di soli tre minuti ma è costretto a cambiare le gomme al rifornimento mentre Pintacuda viene attardato da un guasto ai carburatori. Risalendo lungo la penisola Brivio riesce a superare Farina nei pressi di Perugia e si porta in testa seguito appunto da Farina e Biondetti mentre Pintacuda comincia a recuperare posizioni, a Bologna Brivio ha 14 minuti di vantaggio su Farina e le Maserati 4CS 1500 e 4CS 1100 sono in 6ª e 7ª posizione assoluta.

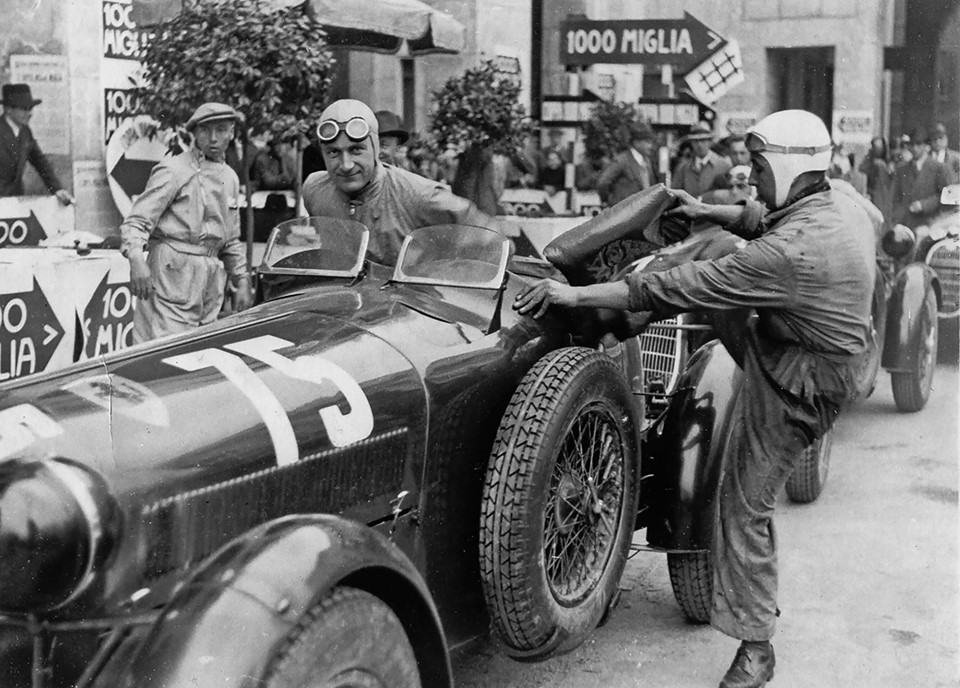
I futuri vincitori della Mille Miglia 1936 Antonio Brivio e Carlo Ongaro si preparano alla partenza sulla loro Alfa Romeo 8C 2900 A spider "botticella"

Mentre cala la sera un guasto all'impianto elettrico sull'auto di Brivio lo costringe a rallentare mentre Farina e Pintacuda lo inseguono ma alla fine Antonio Brivio e Carlo Ongaro riescono ad arrivare per primi a Brescia con soli 32 secondi di vantaggio su Antonio "Nino" Farina e Stefano Meazza tagliando il traguardo dopo 1597 km in 13 ore 7 minuti e 51 secondi ad una media di 121,590 km/h, stabilendo una nuova media record.
Carlo Maria Pintacuda e Aldo Stefani ottennero il terzo posto mentre Clemente Biondetti e Cerasa il quarto, completando il podio per l'Alfa Romeo e la Scuderia Ferrari; quinta e sesta sono le Maserati 4CS 1500 di Omobono Tenni e Guerino Bertocchi e 4CS 1100 di Bianco - Boccali che trionfano anche nelle rispettive categorie 2000 con compressore e 1100 con compressore, la Maserati di Rocco - Filippone invece giunge decima assoluta. Settimi e ottavi sono le Alfa Romeo 8C 2300 Monza di de Rham - Banti e Gurgo Salice - Laredo de Mendoza mentre al nono posto e primo di classe oltre 2000 aspirata si piazza l'Alfa Romeo 6C 2300 B Pescara berlina di Guido Cattaneo e Renato Donati.
Prima di classe 1100 senza compressore e dodicesima assoluta si piazza la Fiat 508CS Balilla di Milton Biagini e Arcangelo Periccioli; la Fiat 1500 berlina di Remy Jacazio e Guglielmo Gramolelli arriva invece venticinquesima assoluta e prima nella classe 2000 senza compressore. Tra le vetture a carburanti alternativi si classificò solo una vettura dopo 31 ore e 28 minuti e al limite del tempo massimo, la Fiat Balilla a gassogeno di Guzman-Palelli.

### Risultati[1][3]
| Pos | Nr | Equipaggio                                   | Vettura                                   | Scuderia         | Tempo /Ritiro | Classe |
| --- | -- | -------------------------------------------- | ----------------------------------------- | ---------------- | ------------- | ------ |
| 1   | 75 | Antonio Brivio Carlo Ongaro                  | Alfa Romeo 8C 2900A                       | Scuderia Ferrari | 13h07'51"     | + 2.0c |
| 2   | 82 | Nino Farina Stefano Meazza                   | Alfa Romeo 8C 2900A                       | Scuderia Ferrari | 13h08'23"     | + 2.0c |
| 3   | 79 | Carlo Maria Pintacuda Aldo Stefani           | Alfa Romeo 8C 2900A                       | Scuderia Ferrari | 13h44'17"     | + 2.0c |
| 4   | 84 | Clemente Biondetti Cerasa                    | Alfa Romeo Tipo B P3 Biposto              |                  | 13h59'21"     | + 2.0c |
| 5   | 57 | Omobono Tenni Guerino Bertocchi              | Maserati 4CS 1500                         |                  | 14h18'40"     | 2.0c   |
| 6   | 52 | Ettore Bianco M. Boccali                     | Maserati 4CS 1100                         |                  | 14h55'10"     | 1.1c   |
| 7   | 83 | Jacques de Rham Sergio Banti                 | Alfa Romeo 8C 2300 Monza 2.6              |                  | 15h35'35"     | +2.0c  |
| 8   | 74 | Ermanno Gurgo Salice Carlo Laredo de Mendoza | Alfa Romeo 8C 2300 Monza                  |                  | 15h45'27"     | +2.0c  |
| 9   | 37 | Guido Cattaneo Renato Donati                 | Alfa Romeo 6C 2300 Pescara Berlina        |                  | 15h59'07"     | + 2.0  |
| 10  | 68 | Giovanni Rocco Luigi Filippone               | Maserati 26B 2000 Menarini                |                  | 16h14'32"     | 2.0c   |
| 11  | 35 | Vittorio Belmondo F. Balbis                  | Alfa Romeo 6C 2300 Pescara Berlina        |                  | 16h36'52"     | + 2.0  |
| 12  | 18 | Milton Biagini Arcangelo Periccioli          | Fiat 508CS Balilla                        |                  | 16h38'31"     | 1.1    |
| 13  | 38 | Ercole Boratto Guido Mancinelli              | Alfa Romeo 6C 2300 Pescara Spider Touring |                  | 17h09'05"     | + 2.0  |
| 14  | 14 | Alberto Comirato Lia Comirato Dumas          | Fiat 508CS Balilla Sport                  |                  | 17h30'18"     | 1.1    |
| 15  | 78 | Giovanna Maria Cornaggia Medici Luigi Pages  | Alfa Romeo 8C 2300                        |                  | 17h30'40"     | + 2.0c |
| 16  | 30 | A. Lanza Lozenzini                           | Fiat 508 Balilla                          |                  | 17h31'41"     | 1.1    |
| 18  | 25 | Renzo Ceschina M. Ceschina                   | Fiat 508CS Balilla Sport                  |                  | 17h43'29"     | 1.1    |
| 19  | 6  | Giuseppe Berti G. Coin                       | Fiat 508 Balilla Berlina Leggera          |                  | 17h46'45"     | 1.1    |
| 20  | 10 | Giuseppe Rossi Zammarini                     | Fiat 508 Balilla                          |                  | 17h47'29"     | 1.1    |
| 21  | 19 | Efisio Zanella Ruggero Minio                 | Fiat 508 Balilla                          |                  | 17h49'20"     | 1.1    |
| 22  | 19 | G. Girelli Guerrino Faccioni                 | Alfa Romeo 6C 1750 GS                     |                  | 17h54'52"     | 2.0c   |
| 23  | 5  | M. Trivero Enrico Nardi                      | Fiat 508CS Balilla Sport                  |                  | 18h09'19"     | 1.1    |
| 24  | 49 | Leonardo Quadri G. Spessa                    | Fiat 508CS Balilla Sport Compressore      |                  | 18h14'10"     | 1.1c   |
| 25  | 32 | Remy Jacazio Guglielmo Gramolelli            | Fiat 1500 Berlina                         |                  | 18h31'20"     | 2.0    |
| 26  | 22 | A. Varisco Casiraghi                         | Fiat 508 Balilla                          |                  | 18h33'19"     | 1.1    |
| 27  | 21 | Augusto Zoboli Archimede Rosa                | Fiat 508CS Balilla Sport                  |                  | 18h38'18"     | 1.1    |
| 28  | 24 | Vittorio Mazzonis N. Leumann                 | Fiat 508 Balilla                          |                  | 18h49'35"     | 1.1    |
| 29  | 32 | Giacomo Ragnoli Locatis                      | Fiat 508 Balilla                          |                  | 19h22'01"     | 2.0    |
| 30  | 11 | Leo Spoletini C. Simoncelli                  | Fiat 508 Balilla                          |                  | 19h39'16"     | 1.1    |
| 31  | 3  | O. Randaccio I. Radice Fossati               | Fiat 508 Balilla                          |                  | 19h56'12"     | 1.1    |
| 32  | 8  | Romeo Angelo Marelli                         | Fiat 508 Balilla                          |                  | 19h57'43"     | 1.1    |
| 33  | 15 | Walzl Kurz                                   | Fiat 508 Balilla                          |                  | 20h33'13"     | 1.1    |
| 34  | 45 | Aldo Marazza C. Benedetti                    | Fiat 508CS MM Berlinetta Compressore      |                  | 21h31'10"     | 1.1c   |
| 35  | 26 | Winteler Marcon                              | Fiat 508 Balilla                          |                  | 24h07'45"     | 1.1    |
| 36  | 16 | A. Giannelli A. Morini                       | Fiat 508 Balilla                          |                  | 24h16'30"     | 1.1    |
| 37  | 41 | R. Guzman Paletti                            | Fiat 508 Balilla Gassogeno                |                  | 31h28'00"     | SVG    |
| NC  | 66 | G. Grilli De Megni                           | Alfa Romeo 6C 1750                        |                  | 21h39'40"     | 2.0c   |
| Rit | 1  | Francesco Matrullo L. De Santis              | Fiat 508 Balilla                          |                  |               | 1.1    |
| Rit | 4  | Raffaello Faini E. Leva                      | Fiat 508 Balilla                          |                  |               | 1.1    |
| Rit | 7  | Colabattisti Al. Rosa                        | Fiat 508 Balilla                          |                  |               | 1.1    |
| Rit | 9  | Ferrara Giordano Aldrighetti                 | Fiat 508 Balilla Sport                    |                  |               | 1.1    |
| Rit | 20 | Ovidio Capelli G. Nagas                      | Fiat 508CS Balilla Sport                  |                  |               | 1.1    |
| Rit | 23 | Luigi Villoresi Emilio Villoresi             | Fiat 508CS Balilla Sport                  |                  |               | 1.1    |
| Rit | 27 | Pasquale Ermini Giorgio Castelnuovo          | Fiat 508CS Balilla Sport                  |                  |               | 1.1    |
| Rit | 31 | Tom Clarke Maurice Faulkner                  | Aston Martin Ulster                       | Tom Clarke       |               | 2.0    |
| Rit | 39 | V. Randaccio Sartirana                       | Alfa Romeo 6C 2300 Pescara Berlina        |                  |               | + 2.0  |
| Rit | 40 | Mimì Aylmer Gambellini                       | Fiat 508 Balilla Gassogeno                |                  |               | SVG    |
| Rit | 42 | Sergio Ferraguti Piero Facetti               | Fiat 508 Balilla Gassogeno                |                  |               | SVG    |
| Rit | 43 | A. La Porta I. Bricchi                       | Fiat 508CS Balilla Sport Compressore      |                  |               | 1.1c   |
| Rit | 46 | Giuseppe Gilera B. Ghiringhelli              | Fiat 508CS Balilla Sport Compressore      |                  |               | 1.1c   |
| Rit | 47 | Moris Bergamini Arialdo Ruggeri              | Maserati 4CS 1100                         |                  |               | 1.1c   |
| Rit | 48 | J. McCain G. Gallinari                       | Fiat 508CS Balilla Sport Compressore      |                  |               | 1.1c   |
| Rit | 50 | M. Colini Vittorio De Leonardis              | Fiat 508CS Balilla Sport Compressore      |                  |               | 1.1c   |
| Rit | 51 | Giovanni Quintavalla S. Bardiani             | Fiat 508CS Balilla Sport Compressore      |                  |               | 1.1c   |
| Rit | 54 | M. Ferraguti Vacchini                        | Alfa Romeo 6C 1750 GS Gassogeno           |                  |               | SVG    |
| Rit | 55 | G. A. Alfieri B. Scesa                       | Alfa Romeo 6C 1750                        |                  |               | 2.0c   |
| Rit | 58 | De Bernis Giuseppe Santi                     | Alfa Romeo 6C 1750                        |                  |               | 2.0c   |
| Rit | 59 | Spartaco Graziani Augusto Zanardi            | Alfa Romeo 6C 1750                        |                  |               | 2.0c   |
| Rit | 61 | Gian Carlo Dufour Edoardo Gambaro            | Alfa Romeo 6C 1750                        |                  |               | 2.0c   |
| Rit | 63 | Franco Bertani Guido Barbieri                | Alfa Romeo 6C 1750                        |                  |               | 2.0c   |
| Rit | 64 | Giosue Calamai B. Donnini                    | Alfa Romeo 6C 1750                        |                  |               | 2.0c   |
| Rit | 65 | Emilio Romano Paolo Corradi                  | Bugatti T35C                              |                  |               | 2.0c   |
| Rit | 67 | Toulo de Graffenried Arzila                  | Alfa Romeo 6C 1750                        |                  |               | 2.0c   |
| Rit | 71 | A. Fiorini F. Giovanelli                     | Itala Speciale Gasogeno                   |                  |               | SVG    |
| Rit | 72 | A. Tinarelli E. Tinarelli                    | Fiat 527 Ardita Gassogeno                 |                  |               | SVG    |
| Rit | 77 | Giovanni Battista Santinelli Umberto Berti   | Alfa Romeo 8C 2300 Monza 2.6              |                  |               | + 2.0c |
| Rit | 80 | Franco Cortese Giuseppe Salvi del Pero       | Alfa Romeo 8C 2300                        |                  |               | + 2.0c |
| Rit | 85 | T. Passi Nando Barbieri                      | Alfa Romeo 8C 2300 2.6                    |                  |               | + 2.0c |